# NGC 6499
NGC 6499 é uma estrela dupla na direção da constelação de Hercules. O objeto foi descoberto pelo astrônomo Albert Marth em 1864, usando um telescópio refletor com abertura de 48 polegadas. 